# Aaron (postać biblijna)

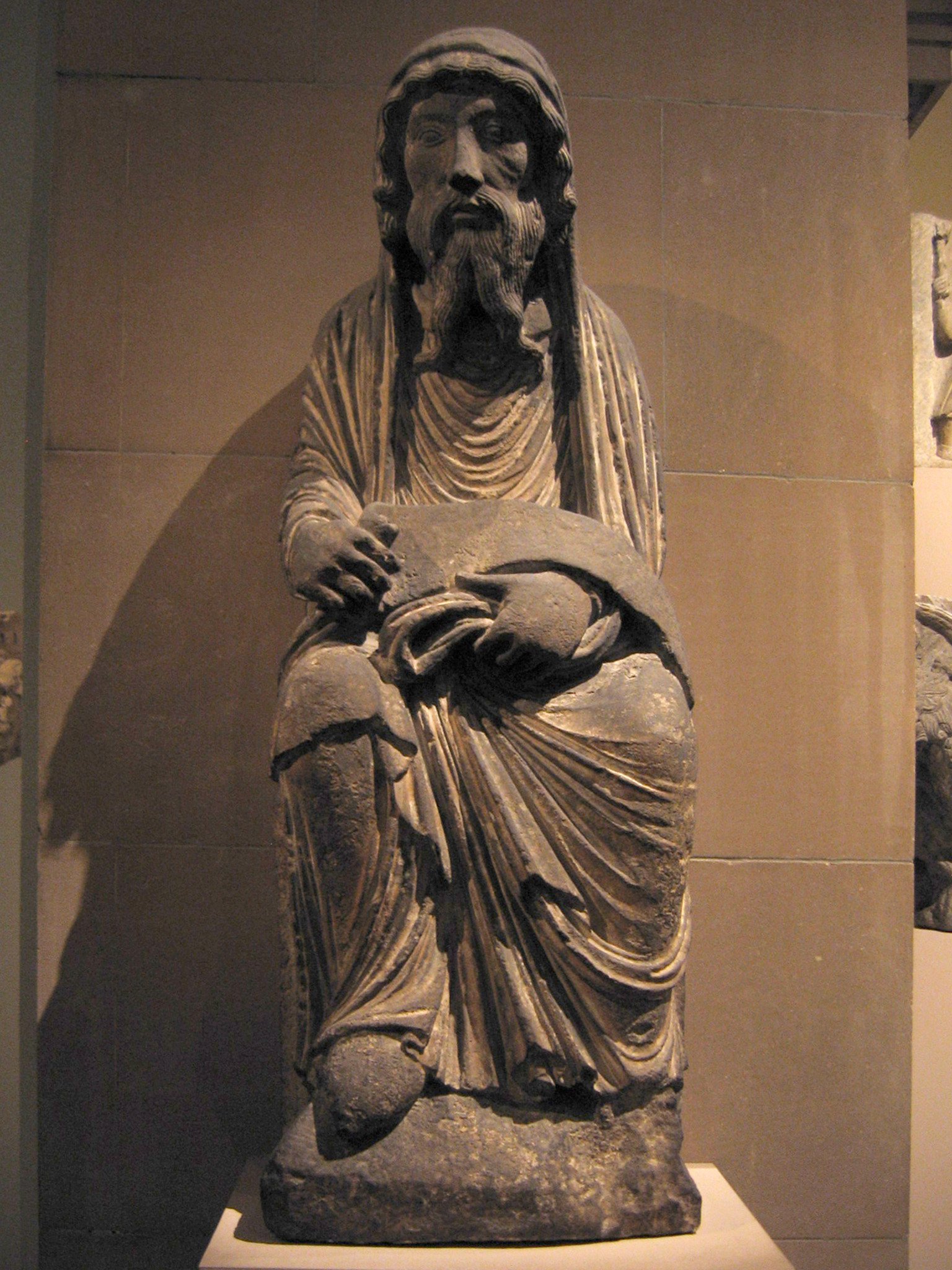
Rzeźba pochodząca z Katedry w Noyon (ok. 1170), przedstawiająca Aarona.

Aaron  (hebr. אַהֲרֹן Aharon) – według Biblii starszy brat i pomocnik Mojżesza i Miriam, syn Amrama i Jokebed, będący pierwszym dziedzicznym arcykapłanem z pokolenia Lewiego. Miał czterech synów z małżeństwa z Eliszebą: Nadaba, Abihu, Eleazara i Itamara.

## Krytyka tradycji kapłańskiej
Głównym źródłem wiadomości o Aaronie jest Księga Wyjścia. Najpóźniejsza z redakcji biblijnych, redakcja kapłańska, szczególnie podkreśla znaczenie Aarona dla kultu religijnego. Fakt ten stał się podstawą krytycznego podejścia do biblijnego przedstawienia Aarona i prób nowych interpretacji znaczenia tej postaci. Wolf Wilhelm Friedrich von Baudissin w Die Geschichte des alttestamentlichen Priestertums (1889) całkowicie odrzucił wartość historyczną tradycji kapłańskiej – opinię tę obaliło odkrycie odrębnej klasy kapłańskiej poza Izraelem. Yehezkel Kaufmann w The Religion of Israel (1960) wysunął hipotezę, że Aaron był jednym z pogańskich kapłanów egipskich. Teza ta pozostaje jednak w sprzeczności z biblijnym przekazem o pokrewieństwie Aarona i Mojżesza. Horst Seebass w Mose und Aaron, Sinai und Gottesberg (1962) wysuwa przypuszczenie o antagonizmie między Mojżeszem jako pośrednikiem obietnicy Bożej i Bożego słowa a Aaronem jako reprezentantem religijno-prawnego formalizmu. Pismo Święte przedstawia jednak Aarona jako bliskiego współpracownika Mojżesza zesłanego mu przez Boga i podporządkowanego mu.

## Życie Aarona według Pięcioksięgu
Aaron był synem Amrama i Jochebed z plemienia Lewiego, urodzony w Egipcie i prawnukiem Lewiego (ze strony matki wnukiem) (Księga Wyjścia 6,13; 16-20). Miał starszą siostrę Miriam i młodszego o trzy lata brata Mojżesza (Księga Wyjścia 2,1-4; 7,7). Poślubił Eliszebę, córkę Amminadaba, i miał z nią z czterech synów: Nadaba, Abihu, Eleazara i Itamara (Księga Wyjścia 6,23).
Gdy Mojżesz zwlekał z przyjęciem przydzielonego mu zadania, twierdząc, że nie umie płynnie przemawiać (jąkał się), na jego rzecznika przed faraonem Jahwe wyznaczył Aarona, o którym powiedział: Wiem, że naprawdę potrafi mówić. Czynił cuda na dworze faraona. Według biblistycznej szkoły krytycznej cuda przypisano mu, aby osoba pierwszego arcykapłana zajmowała szczególne miejsce w historii ludu Izraela.
Aaron poszedł spotkać się z Mojżeszem na górze Synaj, gdzie dowiedział się o dalekosiężnych zamiarach Bożych dotyczących Izraela i Egiptu, do którego potem obaj wyruszyli (Księga Wyjścia 4,14-16; 27-30). Odtąd Aaron towarzyszył Mojżeszowi w zadaniu wyprowadzenia Izraela z niewoli egipskiej i wprowadzeniu go do Ziemi Obiecanej (Księga Wyjścia 4,27-31; 7,7; Księga Psalmów 77,21). Razem z Mojżeszem przewodził Izraelowi w walce z Amalekitami (Księga Wyjścia 17,8).
Ulegając namowom niezadowolonego ludu, dał się nakłonić do budowy złotego cielca (Księga Wyjścia 32,1-2) oraz do urządzenia mu święta ofiarnego (Księga Wyjścia 32,5-6). Bóg wybaczył mu jednak grzech bałwochwalstwa dzięki wstawiennictwu Mojżesza (Księga Powtórzonego Prawa 9,20).
Z polecenia Jahwe został namaszczony przez Mojżesza na pierwszego arcykapłana Izraela (Księga Kapłańska 8,1-36). Funkcje liturgiczne zostały odebrane pełniącym je do tej pory przywódcom pokolenia Rubena, co było karą za bunt (Księga Liczb 16,1-17,5). Wybór ten Jahwe potwierdził także cudownym znakiem, jakim było zakwitnięcie laski Aarona (Księga Liczb 17,16-26).
Podobnie jak Mojżesz, nigdy nie wszedł do Ziemi Obiecanej. Zmarł w wieku 123 lat (Księga Liczb 33,39) na górze Hor, gdzie jeszcze dziś pokazuje się podróżnym grób uchodzący za grób Aarona. Kolejnym arcykapłanem był jego syn Eleazar.

## Aaron poza Pięcioksięgiem

### Pismo Święte
Jako jedna z najważniejszych postaci biblijnych Aaron wymieniany jest także w innych niż Pięcioksiąg księgach Pisma Świętego, np. Mądrość Syracha (45, 6-22). Imię Aarona występuje w Piśmie Świętym jako określenie całej warstwy kapłańskiej, zwłaszcza w wyrażeniu dom Aarona.

### Judaizm
W opinii żydów w zamian za cnotliwe życie Bóg dał Aaronowi dwa najwyżej cenione w ich kulturze dobra, tj. liczne potomstwo i długie życie. Rabini nauczali, że wywyższenie Aarona do godności kapłana jest wyrażeniem wagi równej stworzeniu świata. Według Reguły Zrzeszenia z Qumran z domu Aarona będzie pochodzić jeden z dwóch Mesjaszów. Najstarsze (datowane na 245) przedstawienie Aarona pochodzi z synagogi w Dura Europos, zostało odnalezione w 1932, obecnie przechowywane jest w muzeum w Damaszku.

### Chrześcijaństwo
Potomkiem Aarona był Jan Chrzciciel. List do Hebrajczyków (5, 1,6 i 9,7) przeciwstawia kapłaństwo dawne, kapłaństwo Aarona, kapłaństwu nowemu i wyższemu, kapłaństwu Chrystusa. Jest patronem guzikarzy i szmuklerów. Święto Aarona obchodzone jest w liturgii bizantyjskiej 20 lipca/ 2 sierpnia, a w martyrologiach łacińskich 1 lipca. W ikonografii przedstawiany jest w szatach kapłańskich z laską i napierśnikiem.

### Islam
Koran w wielu miejscach sławi osobę Aarona (np.4,163; 6,84). Grób Aarona na Hor (arab. Gebel Harun) jest otaczany czcią przez okolicznych wyznawców islamu.

### Ikonografia
Aaron przedstawiany jest w stroju starotestamentowego kapłana. jego atrybuty to kwitnąca laska lub różdżka, laska kapłańska, pektorał, trybularz (kadzielnica).